# Landesjugendchor Tirol
Der Tiroler Landesjugendchor ist der Landesjugendchor des österreichischen Bundeslandes Tirol.
Er wurde 2006 im Auftrag des Chorverbandes Tirol (vormals: Tiroler Sängerbund) von Oliver Felipe-Armas gegründet, der ebenso die musikalische Leitung übernahm. Das Ziel dieses Projektchores ist es, Jugendlichen im Alter von 16 bis 26 Jahren die Möglichkeit zu bieten, sich mit anspruchsvoller Chorliteratur auseinanderzusetzen.